# Pathé
Pathé – francuskie przedsiębiorstwo z branży fonograficznej i kinematograficznej, założone w 1896 roku przez czterech braci Pathé: Charles'a, Émile’a, Théophile’a oraz Jacques’a. W swojej historii firma zaangażowana była w rozmaite rodzaje działalności m.in. produkcję i dystrybucję filmową, projektowanie i wytwarzanie kamer oraz sprzętu projekcyjnego, a także produkcję i dystrybucję fonogramów. Jej forma prawna oraz struktura własnościowa ulegały wielu przemianom.
W okresie poprzedzającym I wojnę światową było to największe przedsiębiorstwo kinematograficzne na świecie. Współcześnie działa ono w sferze produkcji i dystrybucji filmowej, a w jego posiadaniu znajduje się sieć kin Les Cinémas Gaumont Pathé oraz szereg kanałów telewizyjnych.

## Historia

### Początki działalności
W roku 1894 Charles Pathé zakupił egzemplarz fonografu Edisona i rozpoczął serię objazdowych pokazów urządzenia na prowincjonalnych jarmarkach – działania te przyniosły mu znaczny dochód. Dzięki zgromadzonemu kapitałowi zakupił w Londynie zmodyfikowaną (nie chronioną prawem patentowym) replikę fonografu, którą zaczął kopiować w swoim zakładzie w Chatou. Od nazwy wytwarzanych przez Pathé fonografów i gramofonów pochodzi określenie patefon. Niedługo później Charles Pathé zatrudnił inżyniera Henriego Joly, który zaprojektował dla niego zmodyfikowaną kopię amerykańskiego kinetoskopu.

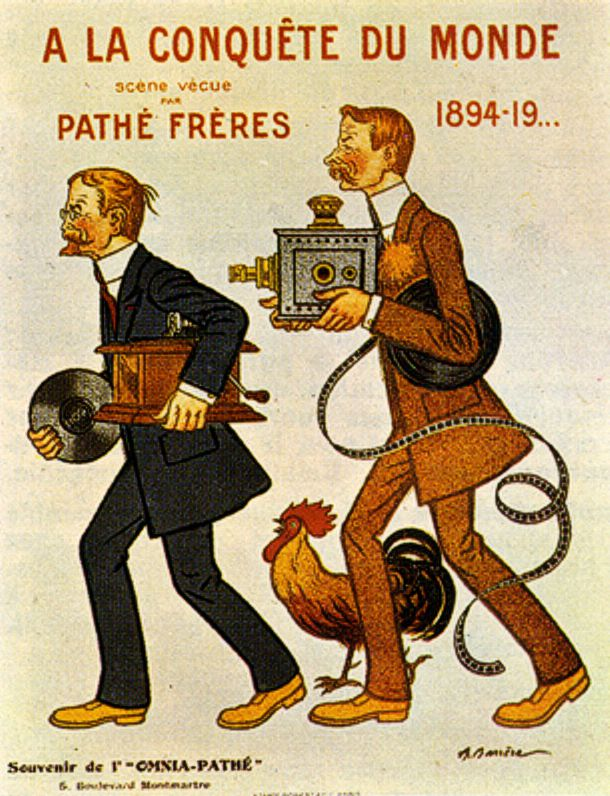
Plakat autorstwa Adriena Barrère’a przedstawiający dwóch z czterech braci Pathé

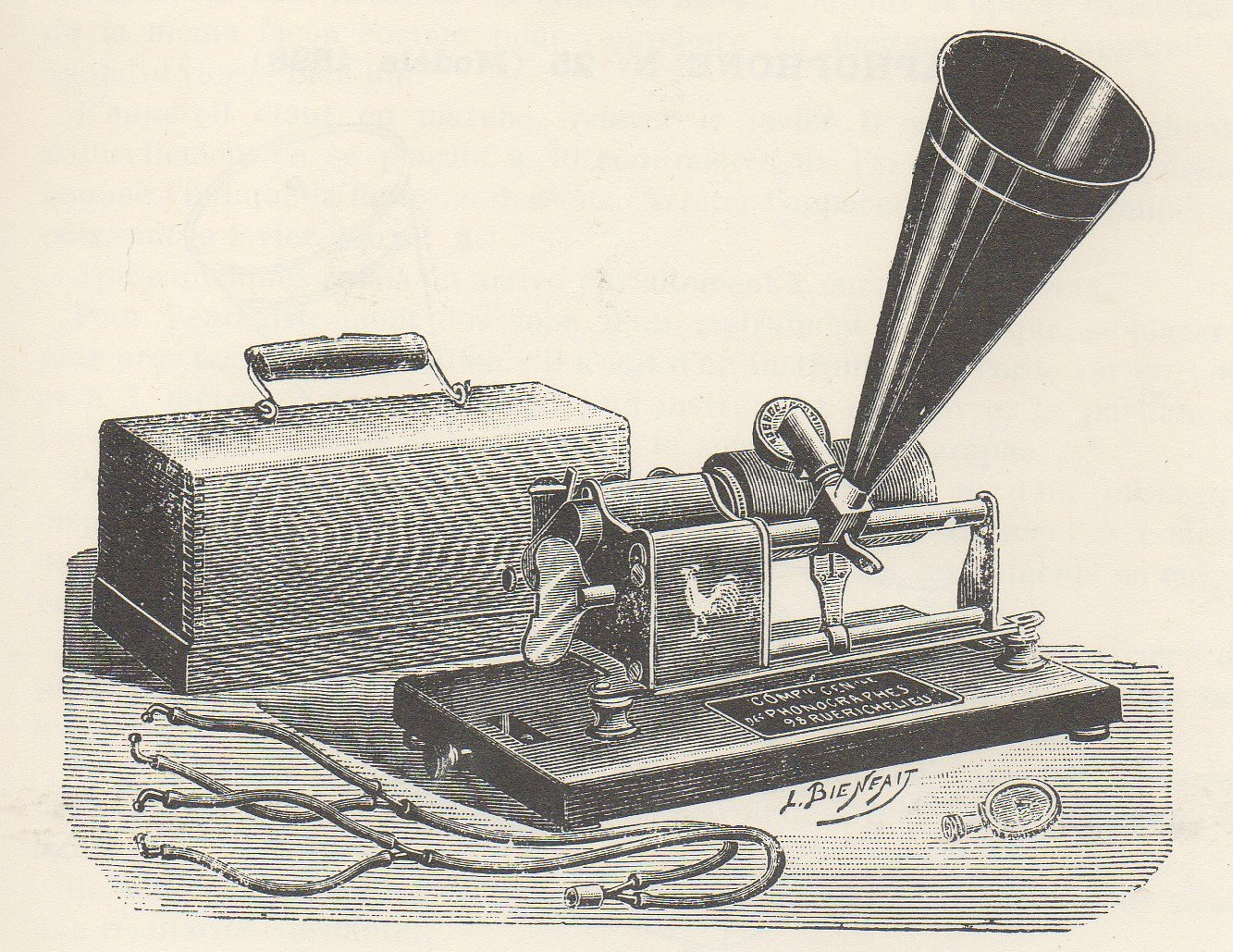
Jeden z pierwszych modeli fonografu Pathé (1898)

Wkrótce Charles Pathé – razem z braćmi: Émile’em, Jacques’em oraz Théophile’em – założył spółkę Société Pathé Frères, skupiającą swoją działalność na wytwarzaniu fonografów i kinematografów, a także na realizacji filmów w nowo powstałym studiu w Vincennes. Spółka została w niedługim czasie wsparta kapitałem miliona franków przez Jeana Neyret, przemysłowca związanego z bankiem Crédit Lyonnais. W rezultacie 28 grudnia 1897 roku firma braci Pathé przekształcona została w Compagnie Générale des Phonographes, Cinématographes et Appareils de Précision – Pathé (CGPC), którą wprowadzono na paryską giełdę.
Na początek XX w. przypadał okres intensywnego rozwoju firmy. W 1901 roku wykupiono kolejne tereny w Vincennes oraz w Joinville-le-Pont, z przeznaczeniem pod studia filmowe i fabryki. Rozpoczęto masową produkcję fonografów, kinematografów, taśmy filmowej i rozmaitych akcesoriów do urządzeń kinematograficznych. W latach 1902–1904 powstały przedstawicielstwa firmy Pathé na całym świecie, m.in. Londynie (British Pathé), Berlinie, Nowym Jorku, Sankt Petersburgu, Warszawie.

### Okres światowej ekspansji
Od 1901 roku działalność firmy Pathé skupiona była coraz bardziej wokół produkowania filmów. Od 1903 roku rozpoczynały się one planszą z kogutem galijskim, który stał się logiem firmy. Produkcja szybko rosła: w roku 1901 wyprodukowano 70 filmów, w 1902 – 350, a w 1903 już 500. Dochody były wysokie – wystarczyło sprzedać 15 kopii danego filmu, aby zwróciły się pieniądze zainwestowane w jego realizację, a filmy Pathé sprzedawały się w średnim nakładzie aż 350 kopii. Do najbardziej znanych produkcji Pathé tego okresu należą filmy zrealizowane przez Ferdinanda Zekkę, m.in. utrzymany w estetyce realizmu cykl melodramatów Sceny dramatyczne i realistyczne: Historia pewnej zbrodni (1901) i Ofiary alkoholizmu (1902). Zecca był dyrektorem artystycznym wytwórni – realizował dla Pathé dziesiątki innych filmów, a także pisał scenariusze i pełnił rolę aktora. Oprócz Zekki, dla Pathé na różnych etapach kariery pracowali również: Roméo Bossetti, Albert Capellani, Segundo de Chomón, Jean Epstein, André Hugon, Alfred Machin, Camille de Morlhon, Georges Monca, Lucien Nonguet, Henri Pouctal oraz Gaston Velle.
Firma Pathé dążyła wówczas do jak największego umasowienia produkcji filmowej i swoistej fordyzacji: filmy trzymały się określonych formuł gatunkowych, nad scenariuszami pracowały zespoły odpowiednio przeszkolonych pracowników, próbowano zautomatyzować ręczne kolorowanie taśm, a dodatkowe oszczędności znaleziono m.in. poprzez wprowadzenie systemu wypożyczania kopii filmowych w miejsce zwykłej sprzedaży. Nad rozwojem technologii barwienia filmu pracował m.in. Segundo de Chomón. Procedura ta zarezerwowana była dla filmów prezentujących odpowiedni temat – zazwyczaj były to barwne kwiaty lub elegancko ubrane kobiety. W 1905 roku Pathé zatrudniało sześć ekip (każda nadzorowana przez Zekkę), które realizowały szereg popularnych wówczas gatunków filmowych: aktualności, rekonstrukcje historyczne, filmy trikowe, dramaty, numery wodewilowe, oraz pościgi. Popularne były również krótkie komedie z udziałem bohaterów-komików: Boireau, Rigardina oraz Maksa Lindera. Pathé powoli zdobywało dominację zarówno na rynku francuskim, jak i globalnym. W latach 1905–1906 firma realizowała strategię integracji wertykalnej: wytwarzała własny sprzęt filmowy oraz taśmę, produkowała filmy, a także wykupywała na własność kinoteatry. Do głównych konkurentów firmy należały wówczas wytwórnie Gaumont oraz Éclair.

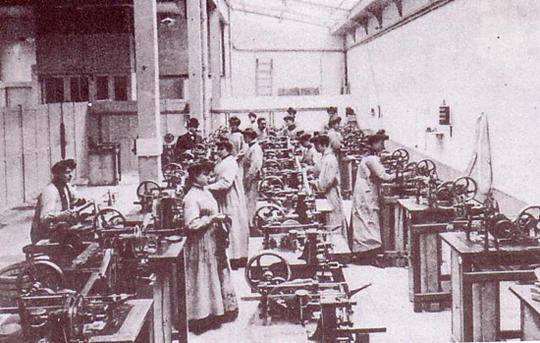
Kobiety pracujące przy ręcznym kolorowaniu filmów w zakładach Pathé (1906)

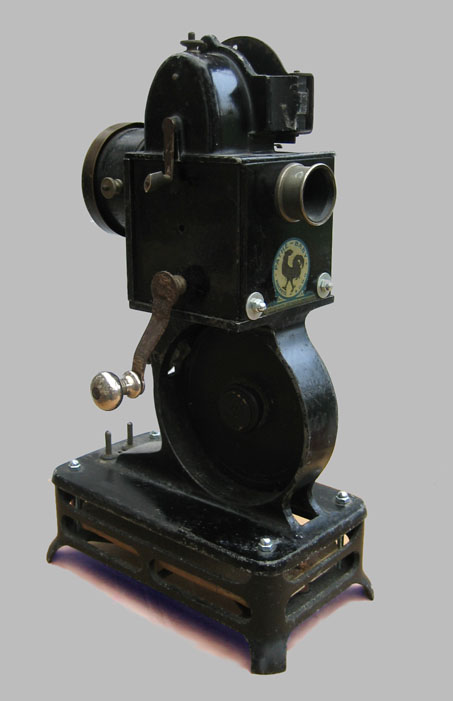
Popularny domowy projektor Pathé-Baby na taśmę 9,5 mm (1924)

Kinematografia francuska okresu przed I wojną światową utrzymywała globalnie najsilniejszą pozycję – w roku 1910, czyli szczytowym momencie jej rozwoju, niemal wszystkie dystrybuowane na świecie filmy wyprodukowane były we Francji. W tym okresie Pathé było uzależnione ekonomicznie od przychodów zagranicznych. Przedsiębiorcy z Hollywood rozpoczęli wówczas zorganizowaną akcję lobbowania za ograniczeniem dostępu do rynku amerykańskiego firmom francuskim, prowadząc jednocześnie kampanię mającą zdyskredytować ich wizerunek w Stanach Zjednoczonych. Pathé zmuszone zostało wycofać się z rynków zagranicznych, by zachować płynność finansową. Wybuch I wojny światowej nakierował wysiłki gospodarcze Francji na działania zbrojne, przez co wiele wytwórni francuskich straciło pozycję bądź uległo likwidacji, a na globalnym rynku filmowym zaczęła dominować kinematografia amerykańska zajmując ich miejsce.

### Okres międzywojenny
W roku 1929 Charles Pathé, zmuszony do tego kryzysem, sprzedał pakiet kontrolny firmy producentowi filmowemu Bernardowi Natanowi, który dokonał w niej całkowitej restrukturyzacji. Pathé niedługo potem został zmuszony do opuszczenia spółki. Nowe przedsiębiorstwo, istniejące od tej pory pod nazwą Pathé-Natan, działało przez niemal 10 lat i stało się najważniejszym ośrodkiem produkcji i dystrybucji filmów na terenie Francji.
Kierowana przez Bernarda Natana firma znacząco przebudowała studia produkcyjne oraz poszerzyła zakres dystrybucji, inaugurując produkcję dźwiękową, a także wdrażając ponownie strategię integracji wertykalnej i wykupywania kin. Innym elementem metod działania Pathé-Natan było nastawienie na produkowanie filmów o wysokich walorach artystycznych. W studiach Pathé powstawały filmy takich twórców jak m.in. André Hugon, Jacques de Baroncelli, René Clair oraz Marcel L’Herbier.

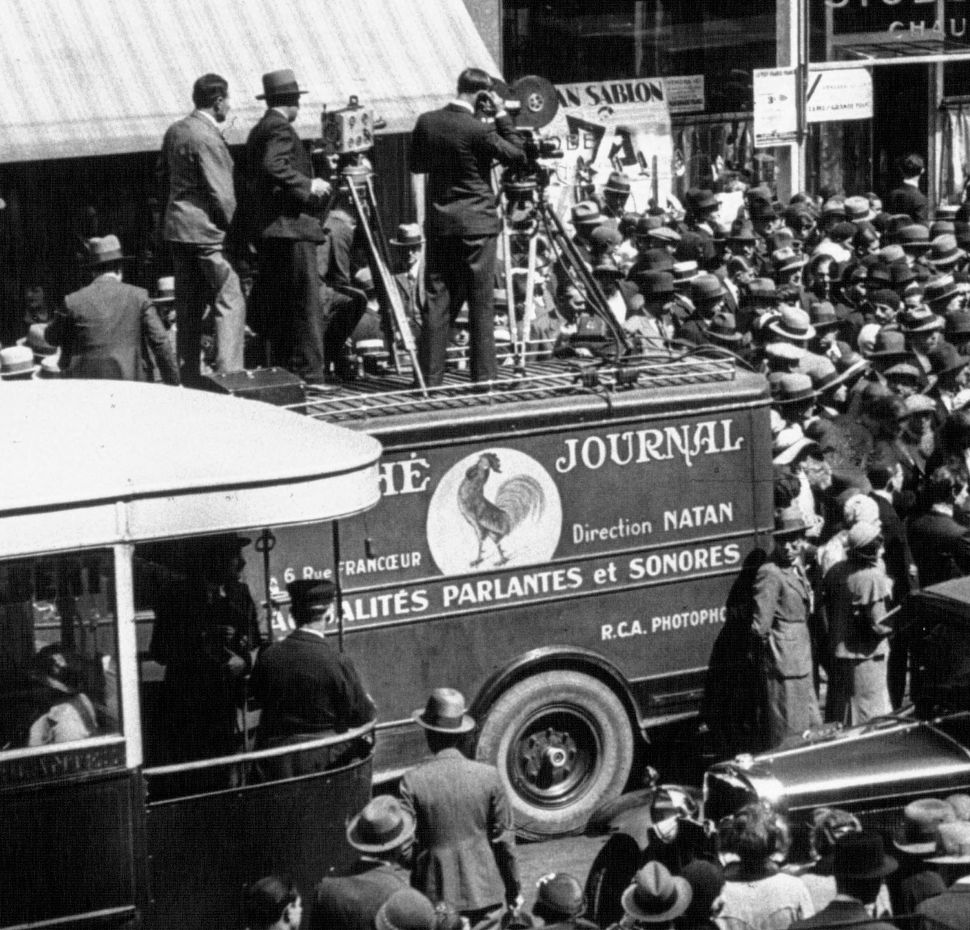
Ekipa kroniki filmowej Pathé Journal przy pracy (1932)

Charles Pathé, próbując na powrót stać się właścicielem swojej firmy, rozpoczął w połowie lat 30. XX w. publiczną kampanię wymierzoną w Bernarda Natana. Pathé oskarżał nowego właściciela o niegospodarność i defraudację. Zarzuty te spowodowały, że Natan został w 1936 roku usunięty z zarządu spółki, mimo braku wyraźnych dowodów świadczących przeciw niemu. Majątek przedsiębiorstwa został oddany w powiernictwo grupie inwestorów określającej się jako Société Nouvelle Pathé Cinéma. Podczas II wojny światowej firma posiadała solidny kapitał i mogłaby bez problemu zdominować rynek francuski, ale władze niemieckie nie pozwalały jej wypracować mocnej pozycji.

### Okres powojenny
Przedsiębiorstwo zostało zreformowane w roku 1944, funkcjonując pod nazwą Société des établissements Pathé-Cinema, lub po prostu Pathé-Cinéma. W latach 50. XX w. frekwencja w kinach francuskich zaczynała powoli spadać, a firma Pathé skupiała swoją działalność coraz bardziej na dystrybucji filmowej, był to bowiem sektor stosunkowo dochodowy i bezpieczny. Dodatkowym źródłem finansowania przedsiębiorstw filmowych były wówczas dotacje państwowe, na czym Pathé korzystało. Po 1959 roku, gdy państwo zaprzestało dotowania kinematografii, Pathé skupiło się na rozwijaniu sieci kin, odpowiadając na coraz bardziej niszowe potrzeby widowni kinowej zbudowanej wokół kultury kinofilskiej.
Na przełomie lat 60. i 70. XX w. zarząd Pathé zawarł układ z konkurencyjną firmą Gaumont, decydując się na wspólną dystrybucję filmów, co de facto zapewniło obydwu podmiotom pozycję monopolisty na rynku rozpowszechniania filmów we Francji. Około roku 1979 Pathé prawie w ogóle nie produkowało filmów, czerpiąc zyski prawie wyłącznie z ich dystrybucji. W roku 1983 za sprawą interwencji Jacka Langa, ministra kultury w rządzie socjalistów, układ Pathé i Gaumont został rozbity. W odpowiedzi na to Pathé rozbudowało własną sieć kin. Przez kolejne kilka lat firma ulegała kolejnym przekształceniom (m.in. zostałw przejęta na pewien czas przez włoskiego finansistę Giancarlo Parrettiego), aż do wykupienia w 1990 roku przez firmę Chargeurs International zarządzaną przez Jérôme’a Seydoux. Seydoux sprzedał oddział muzyczny Pathé, a to co zostało podzielił na dwie dywizje: filmową oraz telewizyjną.

### Współczesność
Od roku 1993 Pathé zaczęło budowę sieci multipleksów we Francji. Jérôme Seydoux zadbał również o wznowienie inwestycji w produkcję filmową angażując się w liczne koprodukcje, co dało mieszane rezultaty – m.in. fiasko stosunkowo wysokobudżetowego filmu Showgirls (1995). Wkrótce pojawił się jednak sukces kasowy w postaci wyprodukowanego wspólnie z Gaumont filmu Luca Bessona Piąty element (1997), który zyskał popularność wśród widzów kinowych na całym świecie. Pod koniec lat 90. XX w. firma Seydoux zaczęła ekspansję na zagraniczne rynki kinowe. Interesy Gaumont i Pathé ponownie okazały się tożsame, gdyż od roku 2001 kina należące do obydwu przedsiębiorstw funkcjonowały w ramach przedsięwzięcia typu joint venture nazwanego Europalaces. W roku 2003 zbiory Pathé i Gaumont zostały połączone we wspólne archiwum filmowe, dając obydwu firmom prawa do dystrybuowania produkcji, na które było duże zapotrzebowanie w telewizji. Kina Europalaces obsłużyły w roku 2005 40% widowni francuskiej. W 2010 roku Europalaces przemianowano na Les Cinémas Gaumont Pathé. Dziś sieć ta obecna jest na rynkach Francji, Holandii, Szwajcarii i Belgii.